# Humor britânico

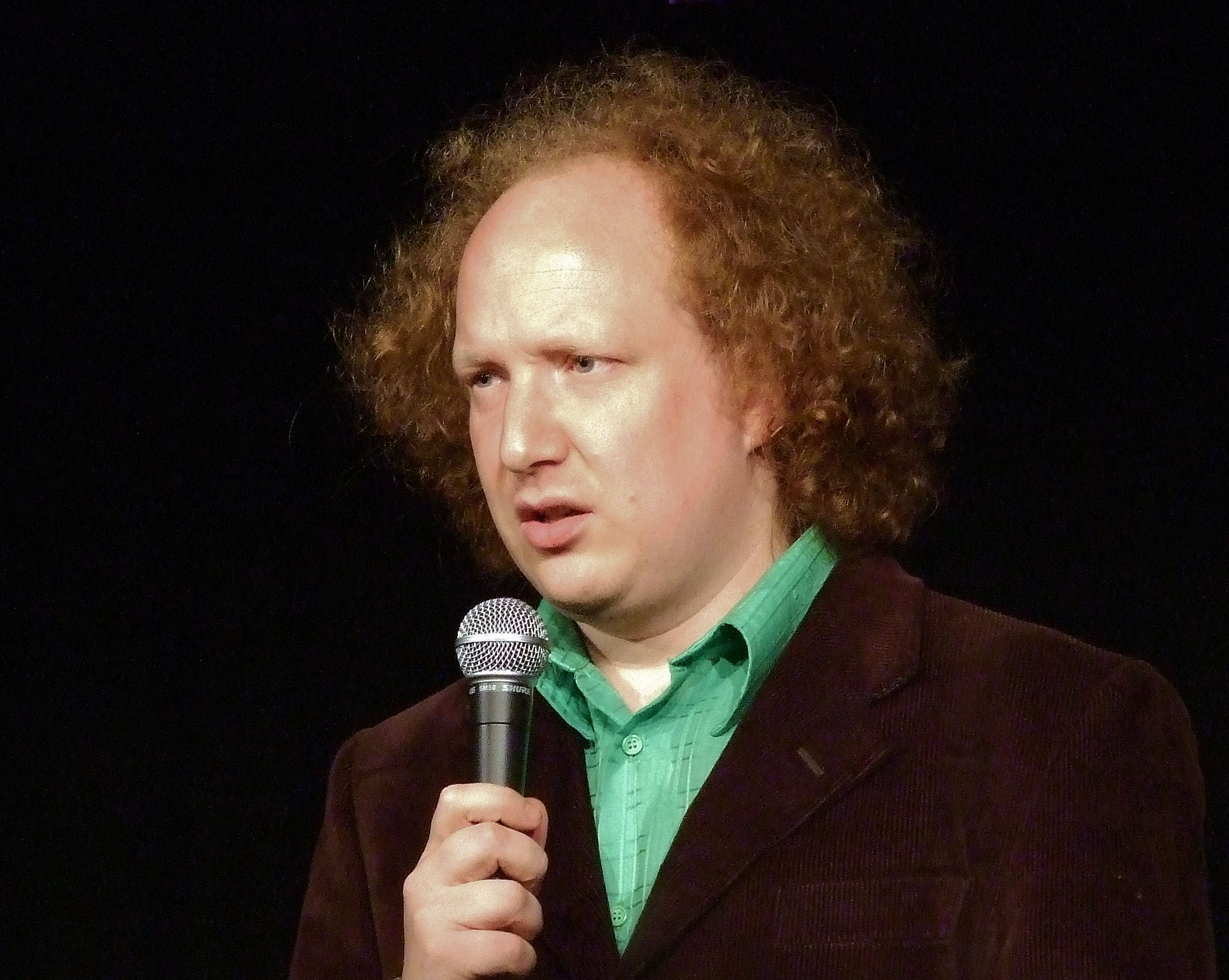
Festival Fringe de Edimburgo 2007

O humor britânico é um termo geral aplicado a certos motes que ocorrem com frequência em comédias originadas na Grã-Bretanha e em suas actuais ou ex-colónias. Actos e programas de televisão que fazem uso típico do humor britânico incluem Monty Python e Mr. Bean.

## Raízes históricas
Algumas raízes profundas do humor britânico são:
- A reacção histórica à intolerância do Puritanismo (em relação à sua aceitação ao humor mais "picante");
- A tradição da poesia nonsense popularizada principalmente por Edward Lear e Lewis Carroll;
- A tradição das pantomimas de Natal, com suas trocas de papéis sociais;
- A riqueza da língua inglesa com relação à possibilidade do jogo de palavras;
- A própria cultura britânica;
- As farsas bastante populares durante parte do Século XX.

As mudanças culturais britânicas são naturalmente espelhadas pelas mudanças que ela passa em sua forma de fazer humor.

## Aspectos gerais
Alguns aspectos característicos do humor britânico são:
- Trocadilhos — difíceis de serem traduzidos para outros idiomas (geralmente impossíveis);
- Nonsense — originados nos trabalhos de Lewis Carroll e Edward Lear;
- Humor negro — facilmente encontrados no período elisabetano;
- Excentricidade;
- Sátira e sarcasmo;
- Uso de ironia, de forma que muitas piadas passam despercebidas.

O que fica fora desta lista é a importância da linguagem verbal enquanto elemento-chave. Muitas vezes o humor britânico é feito quase que exclusivamente através da linguagem não-verbal, como em Mr. Bean. É justamente a não-predominância da linguagem verbal que tornou o "humor inglês" popular no mundo — uma vez que, quando em linguagem verbal, é de difícil (e muitas vezes impossível) tradução.